# Blagaj (kanton hercegowińsko-neretwiański)
Blagaj – wieś w Bośni i Hercegowinie, w Federacji Bośni i Hercegowiny, w kantonie hercegowińsko-neretwiańskim, w mieście Mostar. W 2013 roku liczyła 2531 mieszkańców, z czego większość stanowili Boszniacy.

## Geografia
Blagaj jest położony nad rzeką Buną, 7 km na południowy wschód od Mostaru. Na południowy wschód od miejscowości przebiega granica Federacji Bośni i Hercegowiny z Republiką Serbską.

## Historia

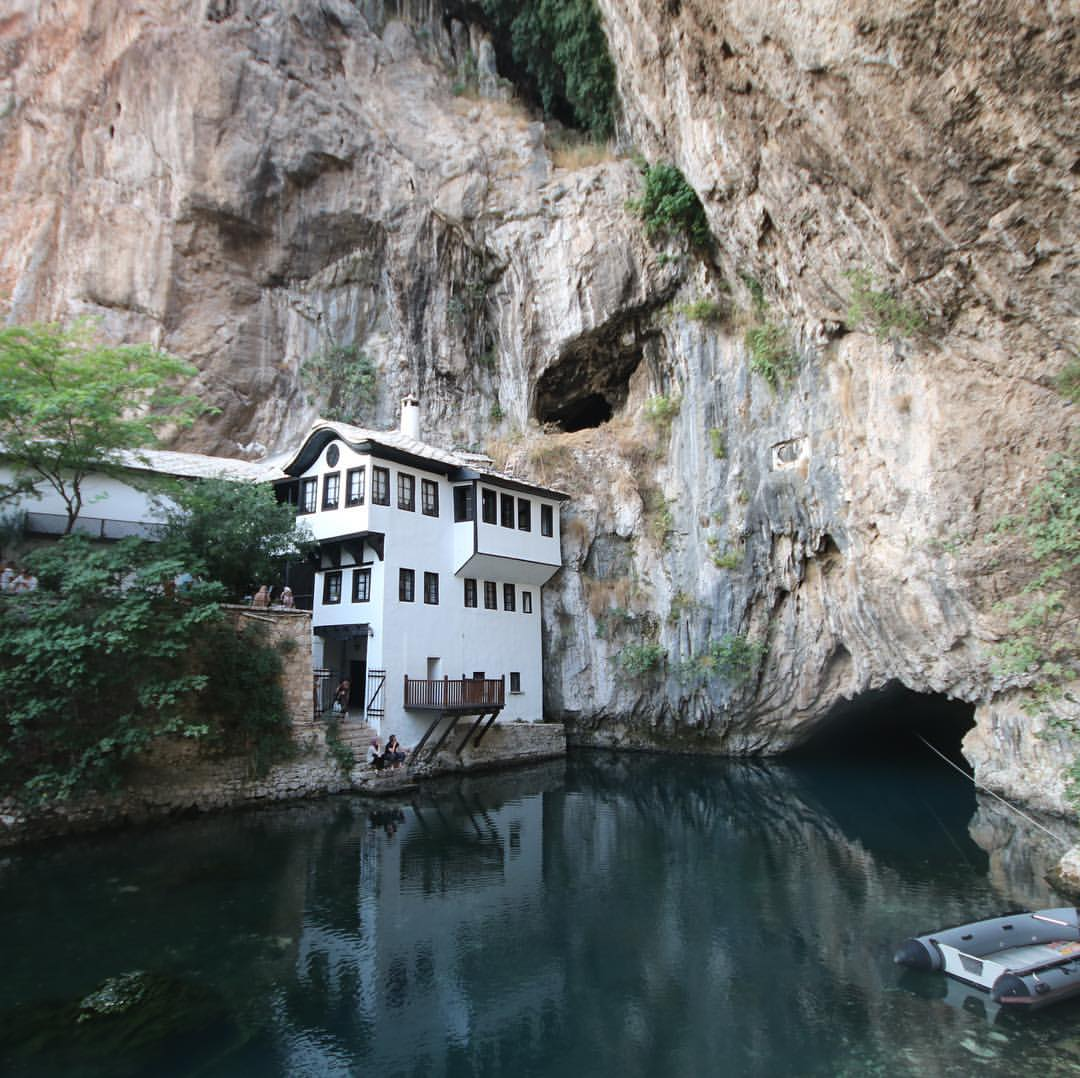
Klasztor derwiszów w Blagaju

Pierwsze wzmianki o Blagaju pochodzą z X wieku. W średniowieczu stanowił ośrodek władzy lokalnej. Był siedzibą m.in. księcia Zahumla. Urodziła się w nim ostatnia królowa Bośni – Katarzyna Kosača. Podczas panowania osmańskiego w Blagaju wzniesiono siedem meczetów oraz medresę (szkołę koraniczną). W XV wieku powstał klasztor derwiszów. Blagaj stracił znaczenie polityczne na przełomie XVI i XVII wieku. W 1827 roku trzęsienie ziemi zniszczyło zamek Stjepan-grad.

## Galeria

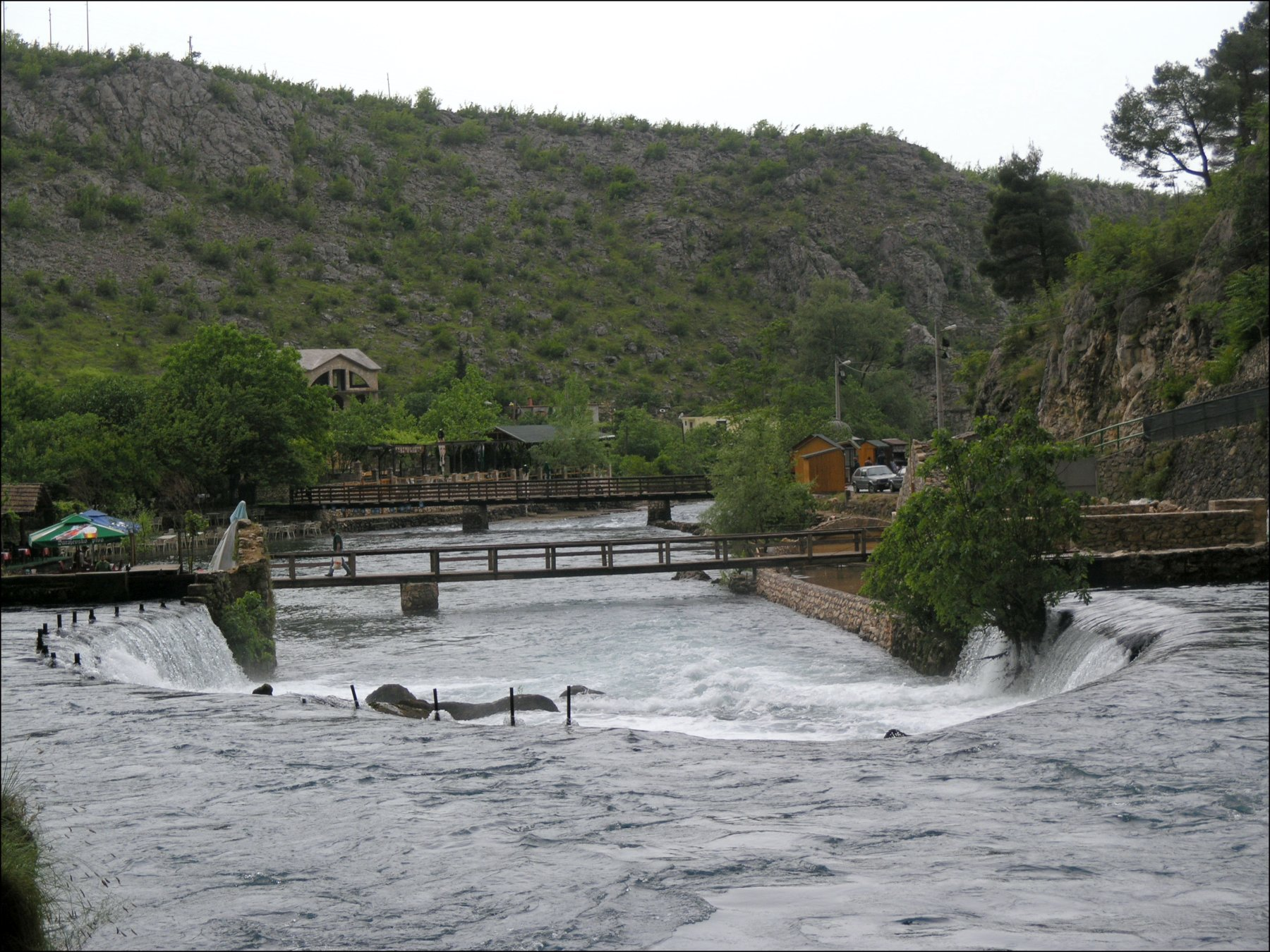
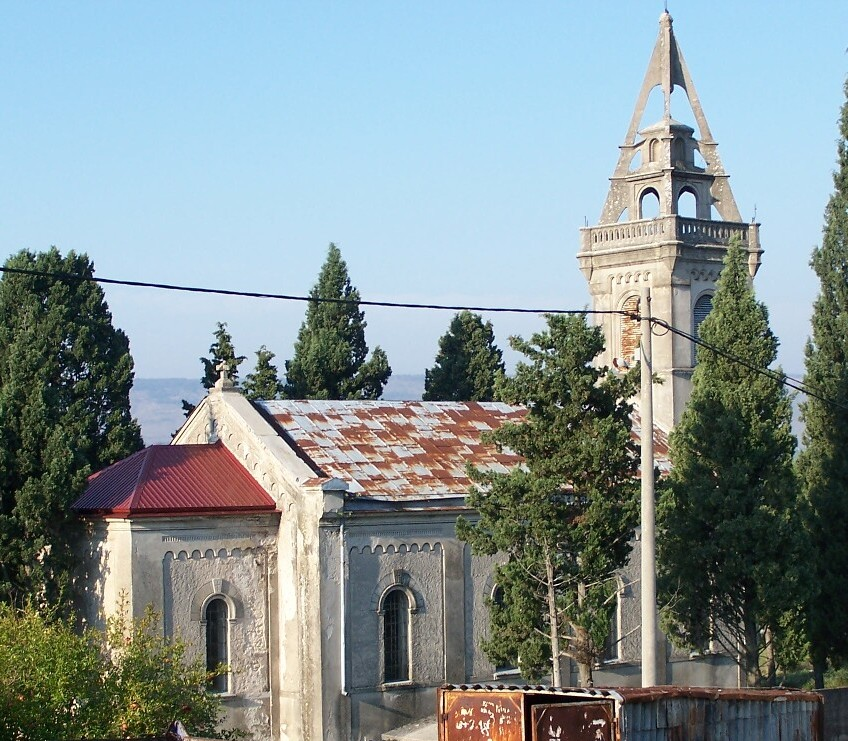
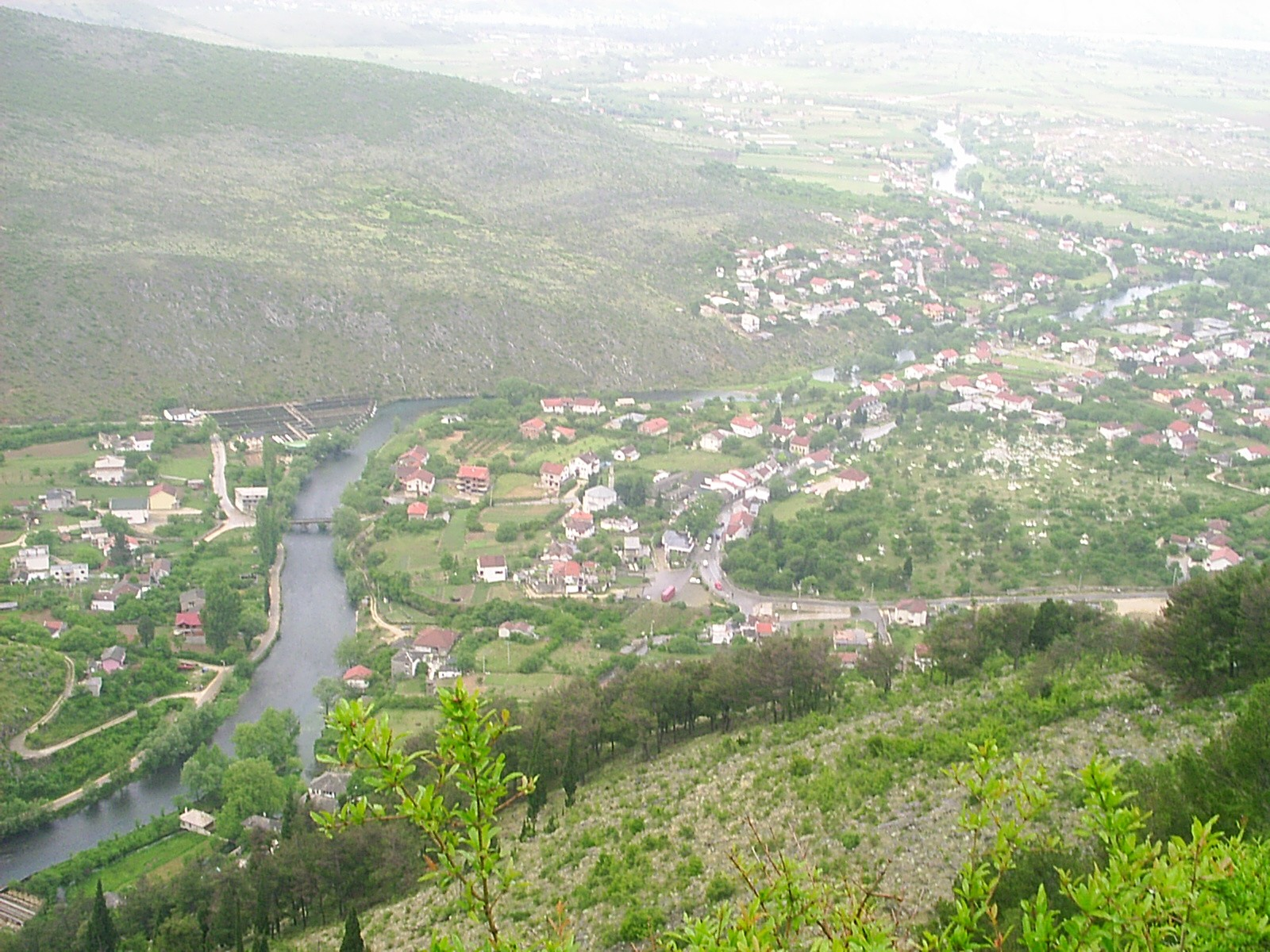
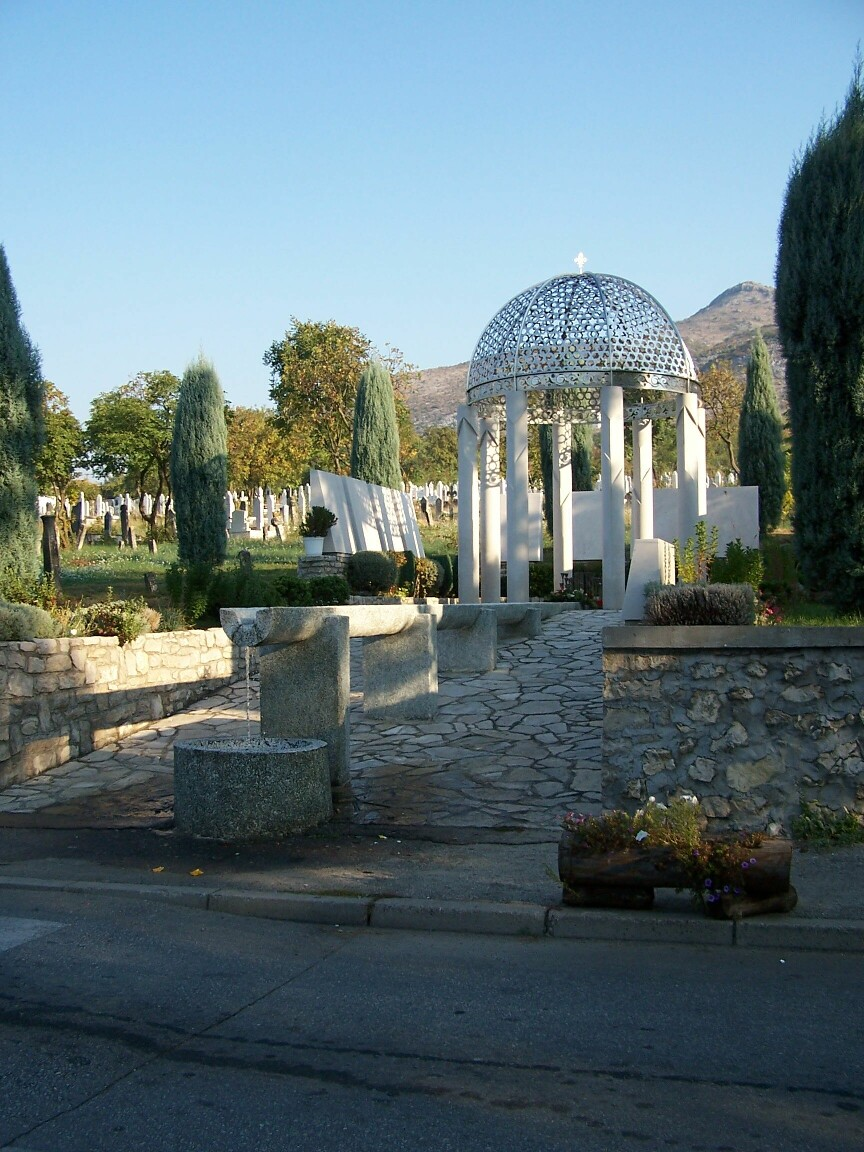